# تپه عالی
تپه عالی مربوط به دوره اشکانیان - دوره ساسانیان - سدهٔ ۷–۵ ه.ق است و در شهرستان دورود، بخش مرکزی، دهستان ژان، ۸۰۰ متری جنوب شرقی دریژان علیا واقع شده و این اثر در تاریخ ۱۳ آبان ۱۳۸۶ با شمارهٔ ثبت ۱۹۸۲۸ به‌عنوان یکی از آثار ملی ایران به ثبت رسیده است.